# Bellesa de Roma
Bellesa de Roma es el nombre de una variedad cultivar de manzano (Malus domestica). Esta manzana está cultivada en la colección de germoplasma de manzanas del CSIC, así mismo también está cultivada en la colección particular de manzanas de Cataluña «El pomari de l’Emili». Esta manzana es originaria de la comunidad autónoma de Cataluña, comarca de la Selva zona del Montseny, Gerona, donde tuvo su mejor época de cultivo comercial antes de la década de 1960.

## Sinónimos
- «Poma Bellesa de Roma»,[3]
- "Manzana Belleza de Roma».[7]

## Historia
En la primera mitad del siglo XX, el Valle de Arbucias y Riells del Montseny era conocido como el valle de los manzanos. Se transportaban dentro de serones con camiones hasta Barcelona para venderlas. El espaciamiento en el tiempo de recogida de las diversas variedades de manzanos que aquí se cultivaban, permitía disponer de fruta durante más meses, con una buena conservación en el pajar se comían hasta el verano siguiente y se alimentaba el ganado con los excedentes. Era corriente ver los leñadores con el zurrón lleno de manzanas cuando se dirigían a trabajar al bosque.
Bellesa de Roma es una variedad de manzana de Cataluña, cuyo cultivo conoció cierta expansión en el pasado, pero que a causa de su constante regresión en el cultivo comercial no conservaban apenas importancia y prácticamente habían desaparecido de las nuevas plantaciones en 1971. Así hay variedades tales como «Camuesa de Llobregat» y «Manyaga» que constituían en 1960 el 70% de la producción de manzana en la provincia de Barcelona y se encontraba la primera en otras nueve provincias y la segunda en seis y «Normanda» que estaba muy difundida hasta 1960 entre los viveristas de Aragón (representaba el 25% de la cosecha en la cuenca del Jiloca). En 1971 Puerta-Romero y Veirat solo encontraron 184 ha de «Manyaga» (el 31% con más de 20 años), 81 ha de «Camuesa de Llobregat» (el 36% con más de 20 años) y ya no citan al cultivar «Normanda».
Bellesa de Roma está considerada incluida en las variedades locales autóctonas muy antiguas, cuyo cultivo se centraba en comarcas muy definidas. Se caracterizaban por su buena adaptación a sus ecosistemas y podrían tener interés genético en virtud de su adaptación. Se encontraban diseminadas por todas las regiones fruteras españolas, aunque eran especialmente frecuentes en la España húmeda. Estas se podían clasificar en dos subgrupos: de mesa y de sidra (aunque algunas tenían aptitud mixta).
Bellesa de Roma es una variedad clasificada como de mesa; difundido su cultivo en el pasado por los viveros comerciales y cuyo cultivo en la actualidad se ha reducido a huertos familiares y jardines privados.

## Características
El manzano de la variedad Bellesa de Roma tiene un vigor entre escaso y mediano, de porte de poca altura, con las ramas erguidas; tubo del cáliz pequeño, en forma de cono aunque suele ser variado; estambres por encima de la mitad y pistilo fuerte o ausente.
La variedad de manzana Bellesa de Roma tiene un fruto de tamaño de medio a grande; forma tronco-cónica u oblonga, con contorno esférico regular, aunque aisladamente aparezca alguno levemente irregular; piel fuerte, brillante o semi-brillante; con color de fondo amarillo, importancia del sobre color alto, color del sobre color rojo intenso, distribución del sobre color chapa/pinceladas, presentando casi en su totalidad, chapa de color rojo vivo, sobre la cual se aprecian pinceladas más oscuras, acusa punteado fino abundante, blanquinoso y entremezclado con otros ruginosos, estos últimos con aureola blanca; a veces, se aprecia alguna raya o mancha ruginosa, y una sensibilidad al «russeting» (pardeamiento áspero superficial que presentan algunas variedades) medio; pedúnculo mediano o largo y semi grueso o fino, leñoso y pubescente, anchura de la cavidad peduncular amplia, profundidad cavidad peduncular medianamente profunda, bordes levemente ondulados, fondo limpio, exento de chapa o suavemente tomentoso, y con una importancia del «russeting» en cavidad peduncular media; anchura de la cavidad calicina es medianamente amplia, profundidad de la cavidad calicina profunda, bordes lisos o levemente ondulados, y con importancia del «russeting» en cavidad calicina débil; ojo casi cerrado o abierto, cuando los sépalos están partidos dejan entrever el fondo con los estambres y pistilo; sépalos carnosos y separados en su base, convergentes hacia el centro y con las puntas vueltas y retorcidas hacia fuera, pubescentes y de color verde.
Carne de color blanco-crema; textura crujiente, pero harinosa; sabor suave acidulado, excelente; corazón bulbiforme alargado, bien delimitado por las líneas que enmarcan el corazón, cerradas en sus dos polos; eje abierto y un poco hueco; celdas muy variadas, cartilaginosas, amarillentas y con rayas lanosas más o menos densas; semillas grandes y arriñonadas.
La manzana Bellesa de Roma tiene una época de maduración y recolección muy tardía, madura en el invierno, entre diciembre y enero. Tiene una buena conservación. Se usa como manzana de mesa fresca.